# Hydrobates leucorhoa
L'uccello delle tempeste codaforcuta (Hydrobates leucorhoa Vieillot, 1818) è un uccello della famiglia degli Hydrobatidae.

## Descrizione
Lungo 25,5 cm, è simile all'uccello delle tempeste con la differenza che non segue le navi; si distingue inoltre per la mole maggiore la livrea più scura, il groppone bianco attraversato da una barra di color grigio scuro e le ali più lunghe.

## Distribuzione e habitat
Nord Atlantico e Pacifico settentrionale.
Specie pelagica in America nidifica sulle isole boscose.

## Biologia
Scava con il becco per preparare il cunicolo per il nido e usa le zampe per liberarsi dalla terra. Durante il corteggiamento i maschi entrano nei cunicoli e richiamano le femmine.

### Riproduzione

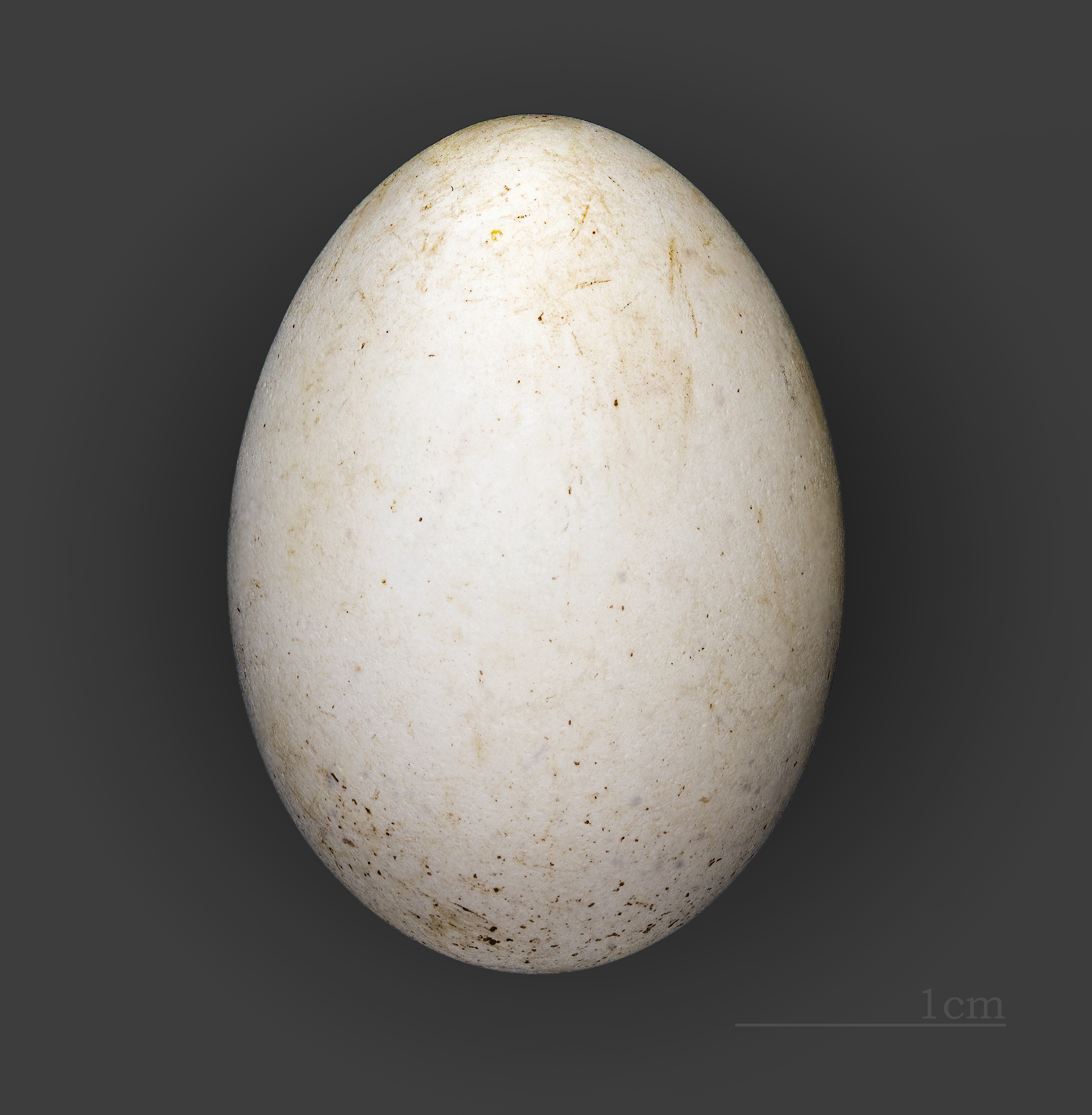
L'uovo.

In primavera nidifica in colonie, il suo nido è rivestito di vegetali e depone un uovo bianco ovale.

### Alimentazione
Plancton, pesci e resti di animali.

## Curiosità
Nel 2003 i ricercatori hanno individuato che i telomeri (regione terminale dei cromosomi, il cui continuo accorciamento è correlato con l'invecchiamento) si estendono in maniera via via maggiore con l'invecchiamento dell'organismo. Tale organismo è proprio l'uccello delle tempeste codaforcuta, che in effetti può vivere molto a lungo.
Questa iniziale teoria è stata poi in seguito superata. Attualmente si sa che gli individui più anziani hanno in media telomeri più lunghi dei giovani non perché queste strutture cromosomiche si siano allungate ma poiché una mortalità selettiva ha colpito maggiormente gli individui con telomeri più corti. Il valore medio risulta quindi più alto nella parte di popolazione dove gli individui a telomeri corti non esistono più. Questo è anche dimostrato dal fatto che tra i giovani la variabilità è alta, mentre è molto bassa negli individui più anziani. Il fenomeno quindi si interpreta nell'ottica della selezione naturale.